# 송옥석
송옥석(1980년 2월 6일 ~ )은 대한민국의 극동방송 아나운서다.

## 학력
- 충남대학교 항공우주공학과학사

## 출연작
- 좋은아침입니다